# 孟昭文
孟昭文（英語：Grace Meng；1975年10月1日—），外文名格蕾丝·孟，臺灣裔美國人，生於美國紐約市皇后區，曾擔任律師及紐約州州眾議員。在2012年11月，代表民主黨，當選美國聯邦眾議員。她是第三位華裔眾議員（第一位女性華裔眾議員為趙美心），也是第一位台灣背景女性聯邦眾議員和第二位台灣背景（第一位爲吳振偉）聯邦衆議員。

## 生平
孟昭文的父母都來自臺灣。其父孟廣瑞，台灣外省人，生於山東，童年跟隨父親移居台灣，後又於1975年移民美國紐約市，是紐約州議會第22選區第一位亞裔州議員。
孟昭文畢業於密西根大學，在紐約葉史瓦大學卡多索法學院獲得法律博士學位，取得律師資格後，在其父的競選服務處工作。
2008年9月9日，擊敗同選區的楊愛倫，代表美國民主黨，當選紐約州議會第22選區州議員，繼其父親及楊愛倫後成為該選區第3位亞裔議員。
2012年6月，孟昭文在初選內勝出，成為紐約州第5選區的民主黨眾議員候選人。11月，順利當選眾議員。
隨著2019冠狀病毒病美國疫情爆發，美國種族歧視問題漸趨嚴重，當地的亞裔族群飽受攻擊。2021年4月，孟昭文與參議員廣野慶子（Mazie Hirono）聯合提出「新冠病毒仇恨犯罪法案」（Covid-19 Hate Crimes Act），要求美國司法部門必須加速審理與疫情相關的仇恨犯罪案。

## 家庭
孟昭文已婚，其夫桂源鍾（Wayne Kye；계원종）是韓裔美國人出身的牙科教授。兩人生有二子，長男為桂昌明（Tyler Kye；계창명），2007年出生；次男桂昌浩（Brandon Kye；계창호），2009年9月29日出生。